# Kazumasa Hirai
Kazumasa Hirai, född 21 november 1949, är en japansk före detta tyngdlyftare.
Hirai blev olympisk bronsmedaljör i 60-kilosklassen i tyngdlyftning vid sommarspelen 1976 i Montréal.